# Университет имени Пабло де Олавиде

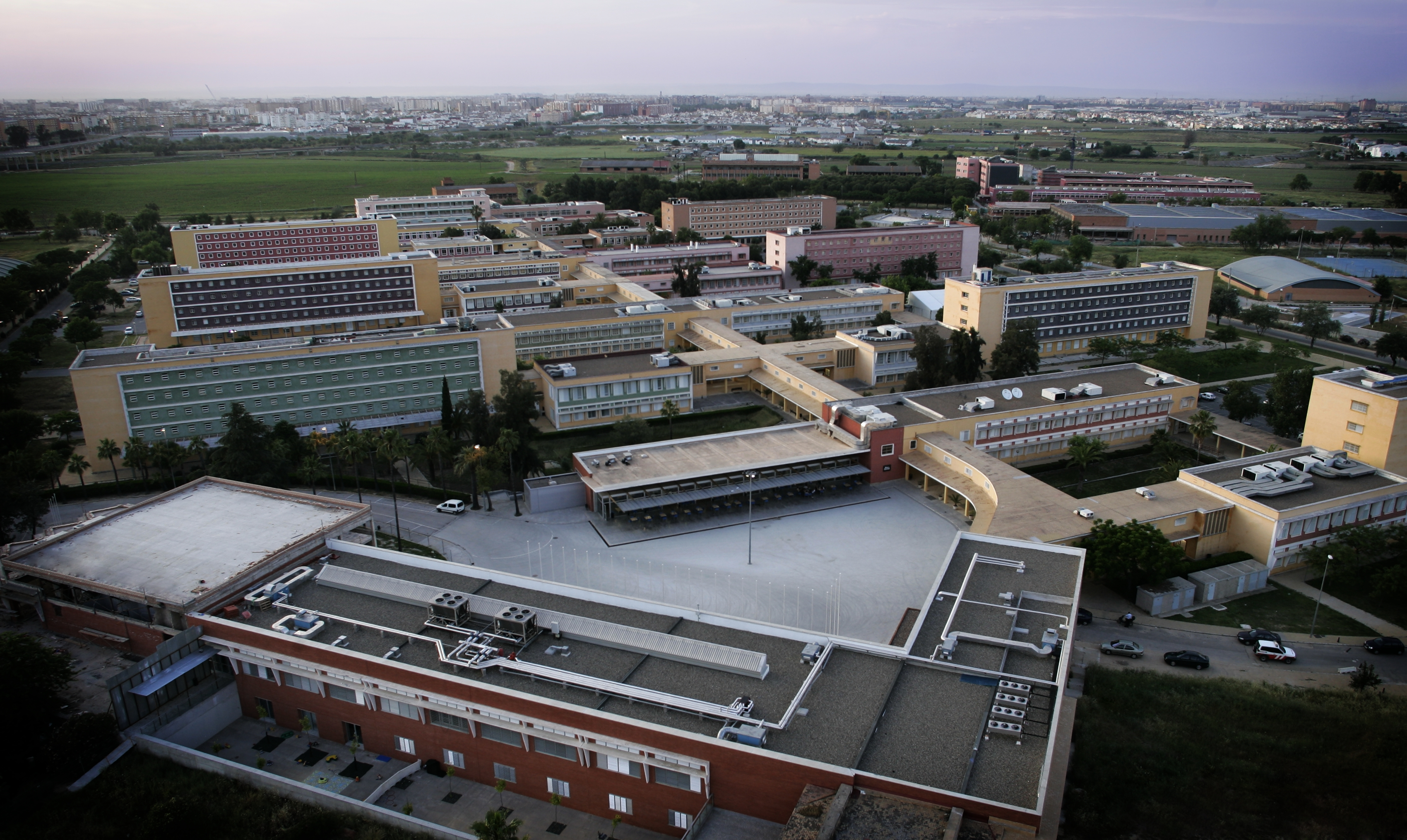
Университетский городок Университета имени Пабло де Олавиде

Университет имени Пабло де Олавиде (исп. Universidad Pablo de Olavide, сокр. UPO) — государственный университет в столице Андалусии Севилье. Основан в 1997 году и тем самым является одним из самых молодых университетов Испании. Получил название в честь испано-перуанского политика и просветителя XVIII века Пабло де Олавиде. В университете на шести факультетах обучается свыше 11 тыс. студентов.